# Heinrich Meyer (Politiker, 1904)
Albert Karl Heinrich „Heino“ Meyer (* 22. Mai 1904 in Hamburg; † 3. September 1938 in der Sowjetunion) war ein deutscher kommunistischer Journalist, Widerstandskämpfer gegen den Nationalsozialismus und Opfer des Stalinismus.

## Leben
Meyer absolvierte von 1919 bis 1925 ein Lehrerseminar in Hamburg und wurde 1923 Mitglied der KPD. Nach öffentlichen Auftritten für die Partei wurde er mit Berufsverbot belegt und wurde Redakteur und 1929 Chefredakteur der KPD-Parteizeitung Hamburger Volkszeitung. Als Presseverantwortlicher der Zeitung wurde er im Mai 1927 zu einem Jahr Festungshaft verurteilt. Nach der Haftentlassung war er weiter für die Partei und die Zeitung tätig und von 1931 bis 1932 Mitglied der Hamburger Bürgerschaft.
1932 ging Meyer nach Berlin, wo er als enger Mitarbeiter des Parteivorsitzenden Ernst Thälmann im Zentralkomitee die Abteilung Agitation und Propaganda übernahm. Im Dezember 1932 wurde er wegen seiner führenden Rolle im Streik bei den Berliner Verkehrsbetrieben verhaftet und nach der Machtübergabe an die Nationalsozialisten ins Konzentrationslager überführt. Seine Frau Lisbeth Meyer, die im zentralen Literaturvertrieb der KPD und nach 1933 illegal arbeitete, emigrierte Ende 1933 mit ihrer Tochter in die UdSSR. Im Februar 1935 konnte Heinrich Meyer nach Moskau nachkommen. Beide nahmen an der geheimen KPD-Tagung Brüssel Konferenz teil und waren Mitarbeiter des Exekutivkomitees der Kommunistischen Internationale (EKKI). Im August 1937 wurde Meyer im Zuge der Stalinschen Säuberungen verhaftet und durch ein Sondergericht am 3. September 1938 zum Tode verurteilt und erschossen. Meyer, der in Moskau für Wilhelm Florin (Vorsitzenden der Internationalen Kontrollkommission der Komintern) tätig war,  wurde vom NKWD innerhalb des „Antikomintern-Block“ zum „Gestapo-Residenten“ erklärt.
Heinrich Meyer wurde am 9. November 1956 von der Zentralen Partei-Kontrollkommission (ZPKK) der SED postum rehabilitiert.
Seine Frau und seine Töchter konnten 1955 in die DDR übersiedeln. Seine Tochter Ilse Stephan war Chefdolmetscherin bei Erich Honecker.